# Дан устанка народа Црне Горе
Дан устанка народа Црне Горе био је државни празник у Социјалистичкој Републици Црној Гори, који се прослављао 13. јула. Овај празник данас се прославља, као Дан државности Црне Горе, јер је 13. јула 1878. на Берлинском конгресу призната независност Књажевине Црне Горе.
Дан устанка, обележавао је годишњицу почетка „Тринаестојулског устанка“, када су герилски одреди Црне Горе, напали и разоружали италијанске посаде у Вирпазару, Чеву и другим местима. Наредног дана оружане акције прерасле су у општенародни устанак у којем су уништене или разоружане италијанске посаде и ослобођена скоро читава територија Црне Горе, осим градова — Подгорице, Цетиња, Никшића, Пљеваља и већих места у Црногорском приморју.